# Trichopelma insulanum
Trichopelma insulanum är en spindelart som först beskrevs av Alexander Petrunkevitch 1926.  Trichopelma insulanum ingår i släktet Trichopelma och familjen Barychelidae. Inga underarter finns listade i Catalogue of Life.